# Стачка экибастузских шахтёров
Стачка экибастузских шахтёров (1903) — выступление экибастузских шахтёров, поводом которого явилась задержка зарплаты. В стачке участвовало более 300 человек, из них 85 % — казахи. Позже шахтёры присоединились к рабочим пристани Аксу, отправив письмо к уездному с требованием немедленного и полного расчёта. Осенью этого же года власти выделили рабочим Экибастуза 25,5 тыс. руб. Стачка не имела политического значения, но стала началом организованного рабочего движения в Казахстане.